# Maquassi Hills
Maquassi Hills – gmina w Republice Południowej Afryki, w Prowincji Północno-Zachodniej, w dystrykcie Dr Kenneth Kaunda. Siedzibą administracyjną gminy jest Wolmaransstad.